# Альциное (корвет, 1805)
«Альциное» — 18-пушечный парусный корвет Балтийского флота России. Участник войны с Францией 1804—1807 годов.

## История службы
Корвет «Альциное» был куплен в Которе в 1805 году (по другим данным в 1806 году), вошел в состав Балтийского флота России.
Принимал участие в войнах с Францией 1804—1807 годов. В феврале 1806 года вошёл в состав эскадры вице-адмирала Д. Н. Сенявина, которая на тот момент находилась в Корфу. Непосредственного участия в боевых операциях эскадры не принимал, использовался в качестве транспортного судна. А в 1808 году, после ухода эскадр Д. Н. Сенявина и И. О. Салтанова был оставлен в Корфу.
После 27 сентября (9 октября) 1809 года корвет «Альциное» в числе прочих судов был продан французскому правительству, а экипаж вернулся в Россию.

## Командиры корвета
С 1806 по 1807 год командиром корвета «Павел» служил П. Е. Титов.